# Sathrochthonius tuena
Sathrochthonius tuena är en spindeldjursart som beskrevs av Chamberlin 1962. Sathrochthonius tuena ingår i släktet Sathrochthonius och familjen käkklokrypare. Inga underarter finns listade i Catalogue of Life.